# Adolphe Trébuchet
Pour les articles homonymes, voir Trébuchet (homonymie).
Adolphe Trébuchet est un administrateur français né le 11 décembre 1801 à Nantes et mort le 6 octobre 1865 à Fontenay-aux-Roses.

## Biographie
Adolphe Trébuchet est le fils d'Anne Marie Joseph Trébuchet et d'Anne Marie Liégaux. Il est le neveu de Sophie Trébuchet, la mère de Victor Hugo.
Après ses études de droit, se fait recevoir avocat à Paris et entre au cabinet du préfet de police de Paris. Nommé chef du bureau (1829), dans les attributions duquel sont placés le Conseil d'hygiène publique et de salubrité, il en devient membre et secrétaire.
Il publie plusieurs travaux de codification et de jurisprudence liés aux questions d'hygiène publique et de salubrité.
Le 25 mai 1858, il est élu associé libre de l'Académie de médecine. Il est également agent général de la Société d'encouragement pour l'industrie nationale.

## Distinctions
- Officier de la Légion d'honneur (1855)[2]
- Chevalier de l'ordre de Vasa
- Ordre de Dannebrog
- Commandeur dans l'ordre du Lion et du Soleil
- Commandeur de l'ordre de l'Immaculée Conception de Vila Viçosa
- Officier de l'ordre des Saints-Maurice-et-Lazare

## Publications
- Code administratif des établissements dangereux, insalubres ou incommoda. Paris, 1832
- Jurisprudence de la médecine, de la chirurgie, et de la pharmacie en France, comprenant la médecine légale, la police médicale, la responsabilité des médecins, chirurgiens, pharmaciens, etc. [...]. Paris, 1834
- Nouveau dictionnaire de médecine, en collaboration avec Élouin et Labat. Paris, 1834.
- Rapports généraux des travaux du Conseil de salubrité de 1829 à 1839 (Annales d'hygiène, 1841, t. XXV, p. 61).
- Falsification des farines de lin et de moutarde (Ibid., 1843, t. XXIX, p. 50).
- Des brevets d'invention pour remèdes secrets (Ibid., 1843, t. XXIX, p. 203). ?
- Recherches sur l'éclairage public de Paris (Ibid., 1843, t. XXX, p. 5 et 241; 1844, t. XXXI, p. 103).
- Note sur le secret en médecine (Ibid., 1843, t. XXX, p. 180).
- De la vente des poisons (lbid., 1847, t. XXXVII, p. 173).
- Note sur les établissements insalubres; nomenclature générale (Ibid., 1848, t. XL, p. 341).
- Statistique des décès dans la ville de Paris de 1809 à 1828 (Ibid., 1849, t. XLII, p. 350; 1850, t. XLIII, p. 5; 1850, t. XLIV, p. 71 et 322); de 1829 à 1838 (1851, t. XLV, p. 336); de 1839 à 1848 (1849, t. XLI, p. 5 et 295) de 1849 à 1850 (1852, t. XLVIII, p. 130); en 1852 (1857, 28 série, t. VII, p. 5); en 1853 (1858, 2e série, t. IX. p. 241).
- Note sur l'organisation du Conseil d'hygiène publique et de salubrité du département de la Seine (Ibid., 1852, t. XLVII, p. 286).
- Rapport général sur les travaux de la Commission des logements insalubres, avec M. Robinet (Ibid., 1853, t. XLIX, p. 440; 1858, 2° série, t. VIII, p. 467; 1860, 2e série, t. XIV, p. 440; 1864, 2e série, t. XXI, p. 201).
- Rapports généraux du Conseil de salubrité pendant les années 1846, 1847, 1848 (Ibid., 1857, 2e série, t. VII, p. 303).
- De la prostitution dans la ville de Paris, par Parent-Duchatelet. Troisième édition, complétée par des documents nouveaux et des notes, par A. Trébuchet et Poirat-Duval. Paris, 1857.
- Rapport général sur les travaux du Conseil d'hygiène publique et de salubrité du département de la Seine depuis 1849 jusqu'à 1858 inclusivement. Paris, 1861, in-4, 626 pages; de 1859 jusqu'à 1861 inclusivement. Paris, 1864, in-4, 296 pages.
- Rapport sur les cosmétiques (Bulletin de l'Académie de médecine, 1861-1862, t. XXVIII, p. 865, 926 et 928).
- Salubrité des hôpitaux (Ibid., 1861-1862, t. XXVII, p. 511).
- Opération césarienne post mortem (Ibid., 1860-18G1, t. XXVI, p. 622).

## Sources
- Pierre Larousse, Grand dictionnaire universel du XIX, Administration du grand dictionnaire universel, 1876 (15, part. 2, p. 449).
- Émilien Maillard, Nantes et le département au XIXe siècle : littérateurs, savants, musiciens, & hommes distingués, 1891.